# Flamingo (escultura)
Flamingo es una escultura de Alexander Calder ubicada en la Plaza Federal frente al Kluczynski Federal Building en Chicago, Illinois (Estados Unidos). Fue encargada por la Administración de Servicios Generales y se inauguró en 1974, aunque la firma de Calder en la escultura indica que se construyó en 1973.

## Atributos
Flamingo pesa 50 toneladas y mide 16 m de altura. Está hecha de acero y es de un color bermellón que ahora se llama "Calder red", para contrastarlo con el entorno negro y de acero de los edificios de oficinas cercanos, incluido el Kluczynski Federal Building diseñado por Ludwig Mies van der Rohe. El stabile es una forma de arte en la que Calder fue pionero. Es una estructura abstracta que es completamente estacionaria, a diferencia de un móvil, que puede moverse con las corrientes de aire. En 2012, la escultura se volvió a pintar con el histórico color "Calder Red".

## Historia
Calder recibió el encargo de diseñar la escultura en un área rodeada de modernos edificios rectangulares. Flamingo fue la primera obra de arte encargada por la Administración de Servicios Generales bajo el programa federal Porcentaje para el Arte, que asigna un porcentaje del presupuesto de un proyecto al arte público. Calder dio a conocer el modelo de Flamingo el 23 de abril de 1973 en el Instituto de Arte de Chicago ; la escultura se presentó al público por primera vez el 25 de octubre de 1974, al mismo tiempo que se inauguró el móvil Universe de Calder en la Torre Sears (ahora la Torre Willis ). El día fue proclamado "Día de Alexander Calder" y contó con un desfile de circo.

## Relaciones espaciales

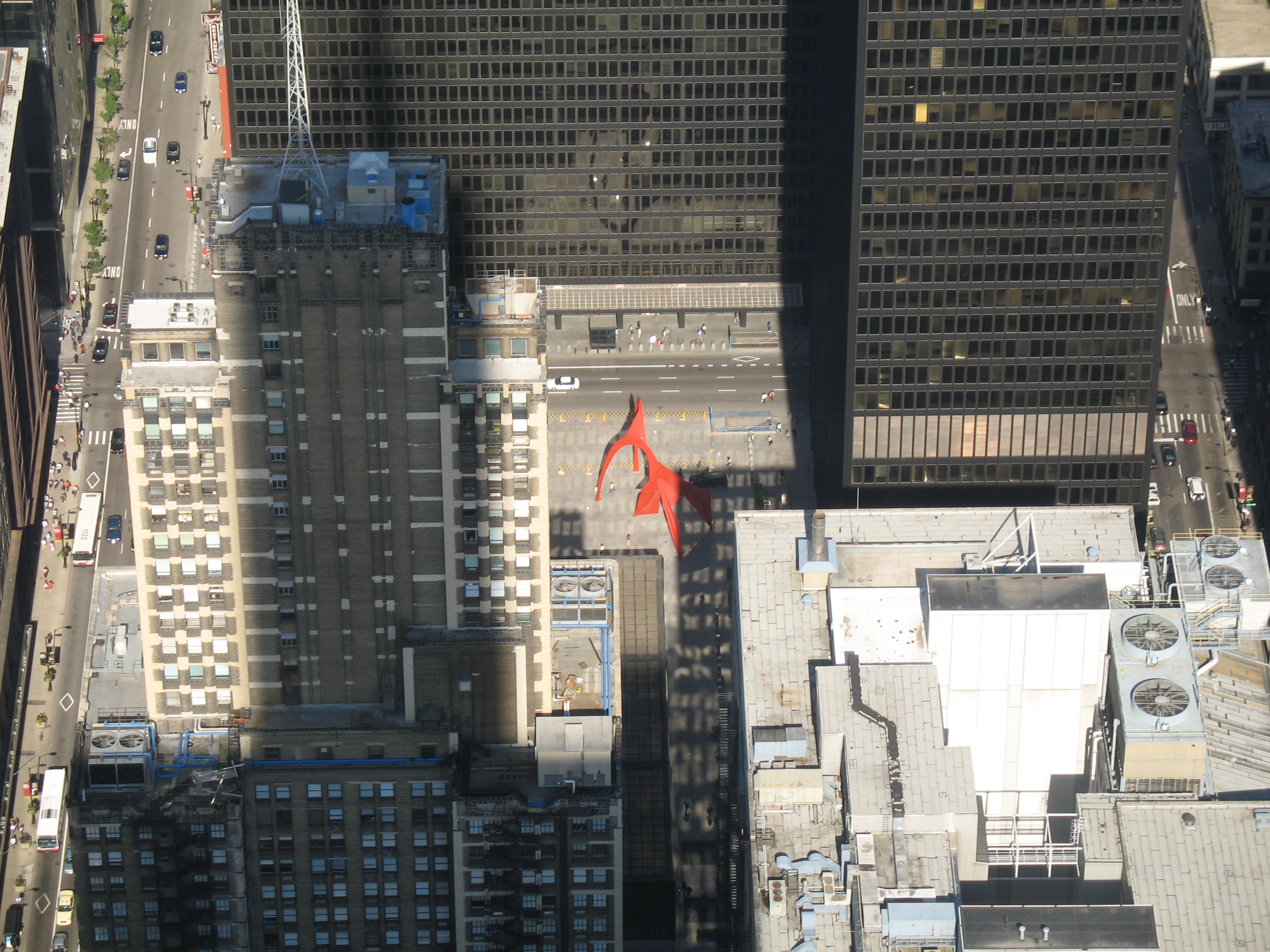
Flamingo visto desde el skydeck de la Torre Willis

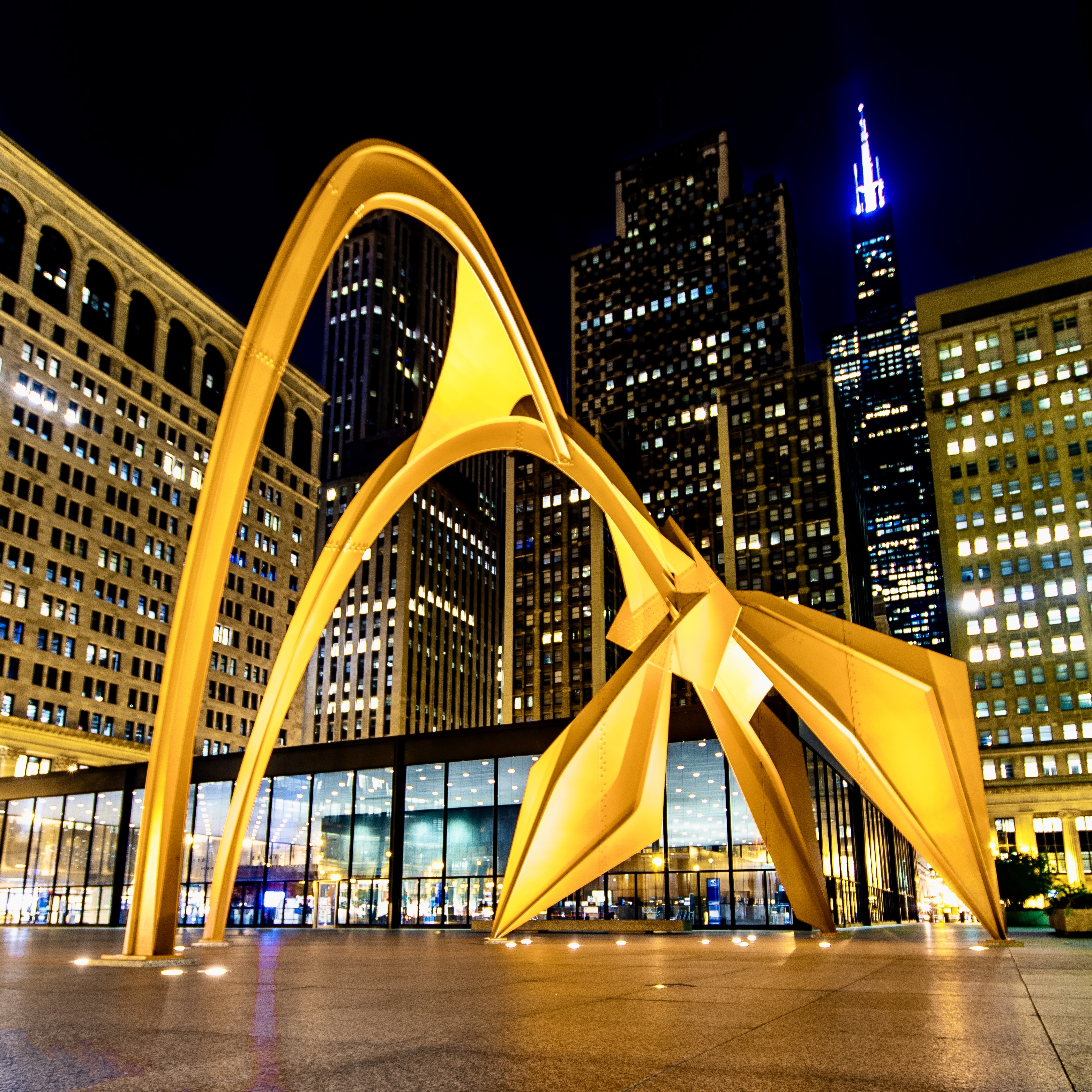
Escultura Flamingo en relación con los edificios circundantes.

A pesar del enorme tamaño de la escultura, su diseño es tal que los espectadores pueden caminar por debajo y alrededor de ella, lo que permite percibirla a escala humana. La forma de Flamingo alude al reino natural y animal, que es un marcado contraste con las interpretaciones más literales de la escultura de décadas anteriores.
La estructura de Calder es un ejemplo destacado del movimiento constructivista, popularizado por primera vez en Rusia a principios del siglo XX. El constructivismo se refiere a la escultura que está hecha de piezas más pequeñas que se unen.
Una maqueta del establo se exhibía anteriormente dentro de la oficina de correos de Loop Station en Federal Plaza. Actualmente reside en el Ala Moderna Art del Instituto de Arte de Chicago.